# Блеф (фильм, 1976)
«Блеф», вариант названия — «Блеф — исто́рия моше́нничества и обма́нщиков» (итал. Bluff – Storia di truffe e di imbroglioni) — итальянская криминальная комедия 1976 года с Адриано Челентано и Энтони Куинном в главных ролях. За роль в этом фильме Челентано получил национальную кинопремию Италии «Давид ди Донателло».

## Сюжет
Действие фильма разворачивается примерно в начале 1930-х годов во Франции.
Роковая красавица Белль-Дюк (глава мафии и владелица казино) имеет старые счёты со знаменитым аферистом Филиппом Бэнгом, который отбывает свой срок за решёткой. Филипп Бэнг решает сбежать по дороге через вентиляцию в туалете для заключённых, но, к счастью или нет, вместо него сбегает другой мошенник по имени Феликс. Приняв его за Бэнга, подручные Белль-Дюк отвозят его на её яхту, где после игры вскрывается обман. Феликс также встречает очаровательную незнакомку, которая исчезает в тот же миг, как он её увидел, оставляя для него цветок лилии. Для того чтобы поквитаться с Филиппом, Белль-Дюк со своими подручными бандитами заставляет жулика по имени Феликс организовать побег Филиппа Бэнга из тюрьмы.
Побег удаётся, но парочка аферистов заодно обманывает и Белль-Дюк, исчезнув прямо из-под её носа. Выясняется, что и Филипп Бэнг, в свою очередь, не прочь отомстить ей. Для этого он задумывает грандиозную мистификацию, сродни покерному блефу.

## В ролях
| Актёр              | Роль                                           |
| ------------------ | ---------------------------------------------- |
| Адриано Челентано  | профессиональный мошенник Феликс главный герой |
| Энтони Куинн       | профессиональный мошенник Филипп Бэнг          |
| Коринн Клери       | Шарлотта дочь Филиппа                          |
| Капюсин (Капучине) | предводительница мафии Белль-Дюк               |
| Аттилио д'Оттезио  | профессор                                      |
| Раффаэле ди Сипьо  | священник                                      |
| Уго Болонья        | тюремный надзиратель                           |
| Саль Борджезе      | подручный Белль-Дюк                            |
| Мирча Карвен       | подручный Белль-Дюк                            |
| Лео Гаверо         | ювелир Парменио                                |
| Микки Нокс         | сообщник Бэнга Мишель                          |
| Хелен Стерлинг     | хозяйка гостиницы                              |
| Ренцо Оццано       | посетитель казино                              |
| Савиана Скалфи     | Джульетта, жена посетителя казино              |
| Пупо Туминелли     | аукционер                                      |
| Ренцо Мариньяно    | портной                                        |

## Съёмочная группа
- Сюжет — Дино Маиури, Массимо де Рита
- Авторы сценария — Дино Маиури, Массимо де Рита, Серджо Корбуччи
- Режиссёр — Серджо Корбуччи
- Оператор — Марчелло Гатти
- Художник — Андреа Кризанти
- Композитор — Лелио Луттацци
- Художник по костюмам — Уэйн Финкельман
- Продюсер — Марио Чекки Гори

## Премии и награды
- 1976 — премия Давид ди Донателло
  - Лучший актёр (Адриано Челентано)

## В советском кинопрокате
В 1979 фильм вышел в советский кинопрокат, было продано 44,3 миллиона билетов при тираже 938 копий. В следующем году в советский прокат вышел фильм «Укрощение строптивого». Это дало кумулятивную реакцию — Адриано Челентано стал всенародной советской кинозвездой.